# Jan Westerdijk
Jan Berend Westerdijk (Uithuizermeeden, 14 januari 1860 - aldaar 7 februari 1934) was een Nederlandse politicus.

## Leven en werk
Westerdijk werd in 1860 het Groningse Uithuizermeeden geboren als zoon van de landbouwer Berent Westerdijk en Anna Westerhuis. Westerdijk werd na zijn opleiding aan de Hogereburgerschool in Groningen landbouwer. Hij was herenboer op het Groningse Hogeland. Daarnaast was hij als politiek actief op provinciaal en landelijk niveau. Van 1891 tot 1916 was hij lid van Provinciale Staten van Groningen en tevens was hij van 1903 tot 1916 gedeputeerde van deze provincie. In deze periode was hij van 1892 tot 1896 burgemeester van 't Zandt en van 1896 tot 1903 burgemeester van zijn geboorteplaats Uithuizermeeden. Van 1916 tot zijn overlijden in 1934, met een onderbreking in de periode 1919 tot 1922, was hij lid van de Eerste Kamer der Staten-Generaal. Hij maakte deel uit van de fractie van de Vrijzinnig-Democratische Bond. Tijdens zijn Eerste Kamerlidmaatschap was hij van 1924 tot 1933 rijksbemiddelaar. Hij vervulde diverse bestuurlijke functies op het gebied van de landbouw. Als politicus bemoeide hij zich specifiek met landbouw, financiën, economische zaken en waterstaat.
Westerdijk trouwde op 28 januari 1887 in Usquert met Martha Welt, dochter van het Eerste Kamerlid Derk Knol Welt. Hij overleed in februari 1934 in zijn woonplaats Uithuizermeeden. Hij werd aldaar begraven. Westerdijk was ridder in de Orde van de Nederlandse Leeuw.
- Biografisch Portaal: 11406093
- International Standard Name Identifier: 0000 0003 9053 2600
- Nederlandse Thesaurus van Auteursnamen: 110295374
- Parlement.com: vg09llcx06ya
- Virtual International Authority File: 284200470
- WorldCat: E39PBJt8prFycKcvKfRJbqYF8C